# Caragana boisii
Caragana boisii är en ärtväxtart som beskrevs av Camillo Karl Schneider. Caragana boisii ingår i släktet karaganer, och familjen ärtväxter. Inga underarter finns listade i Catalogue of Life.

## Bildgalleri

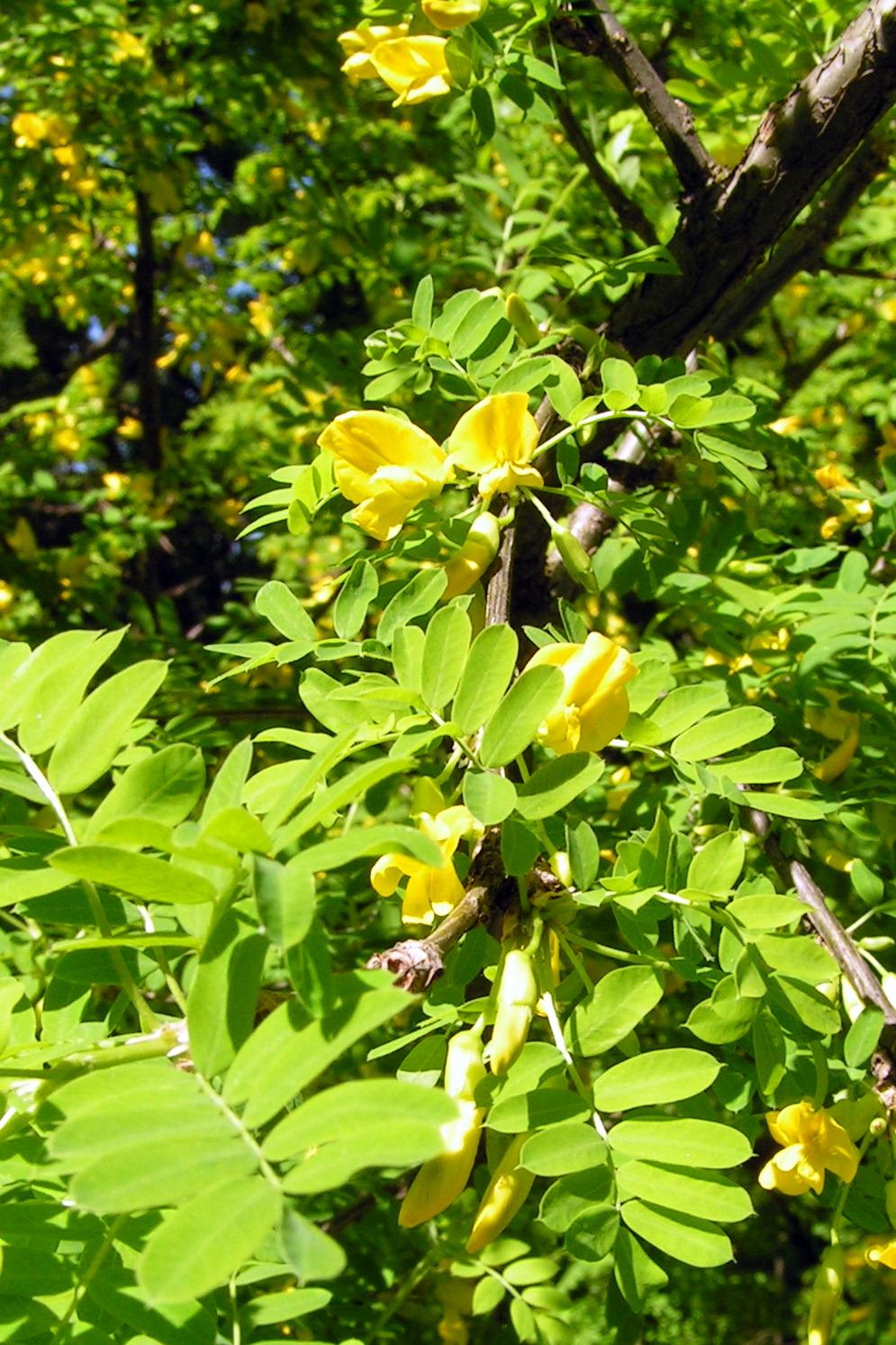
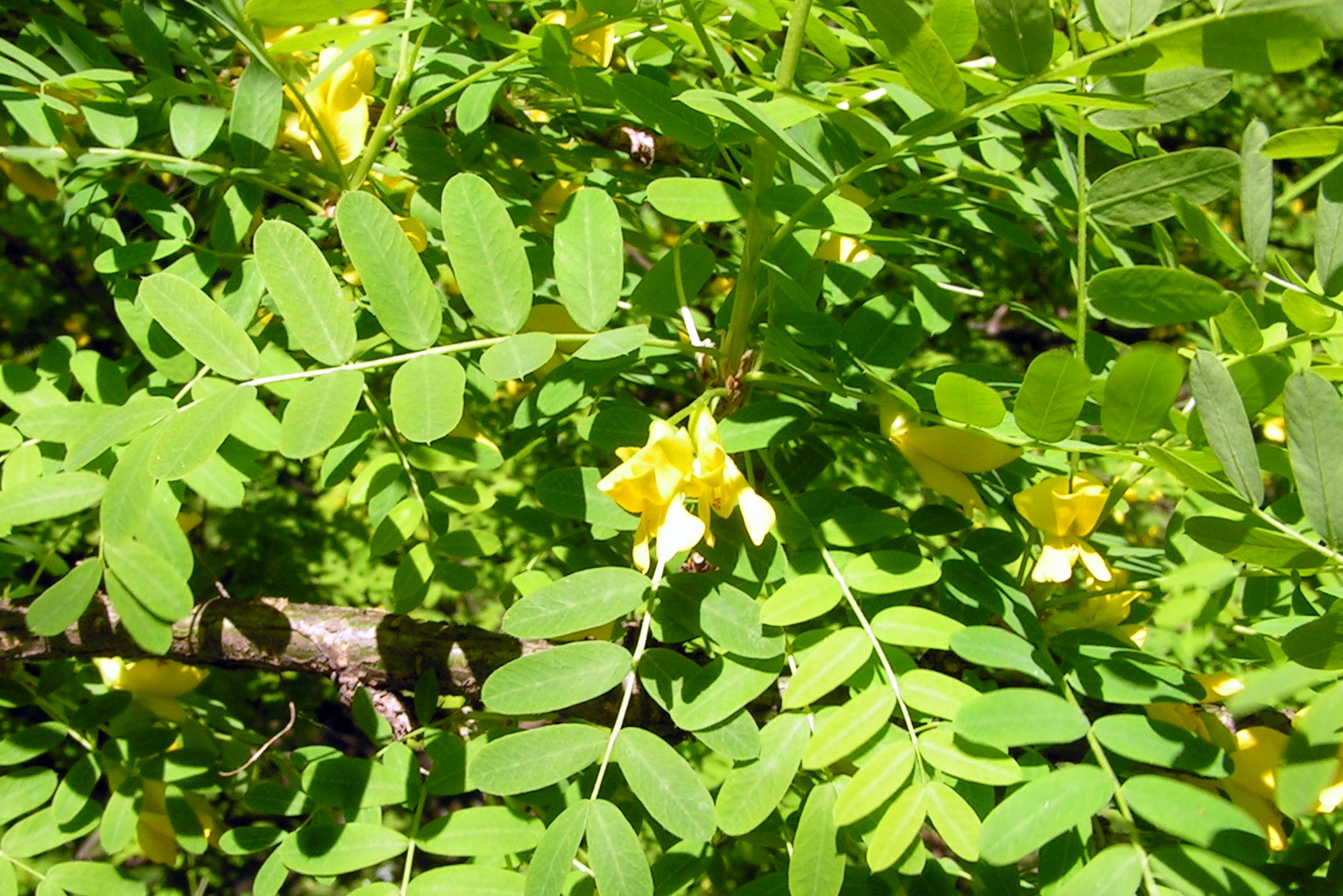
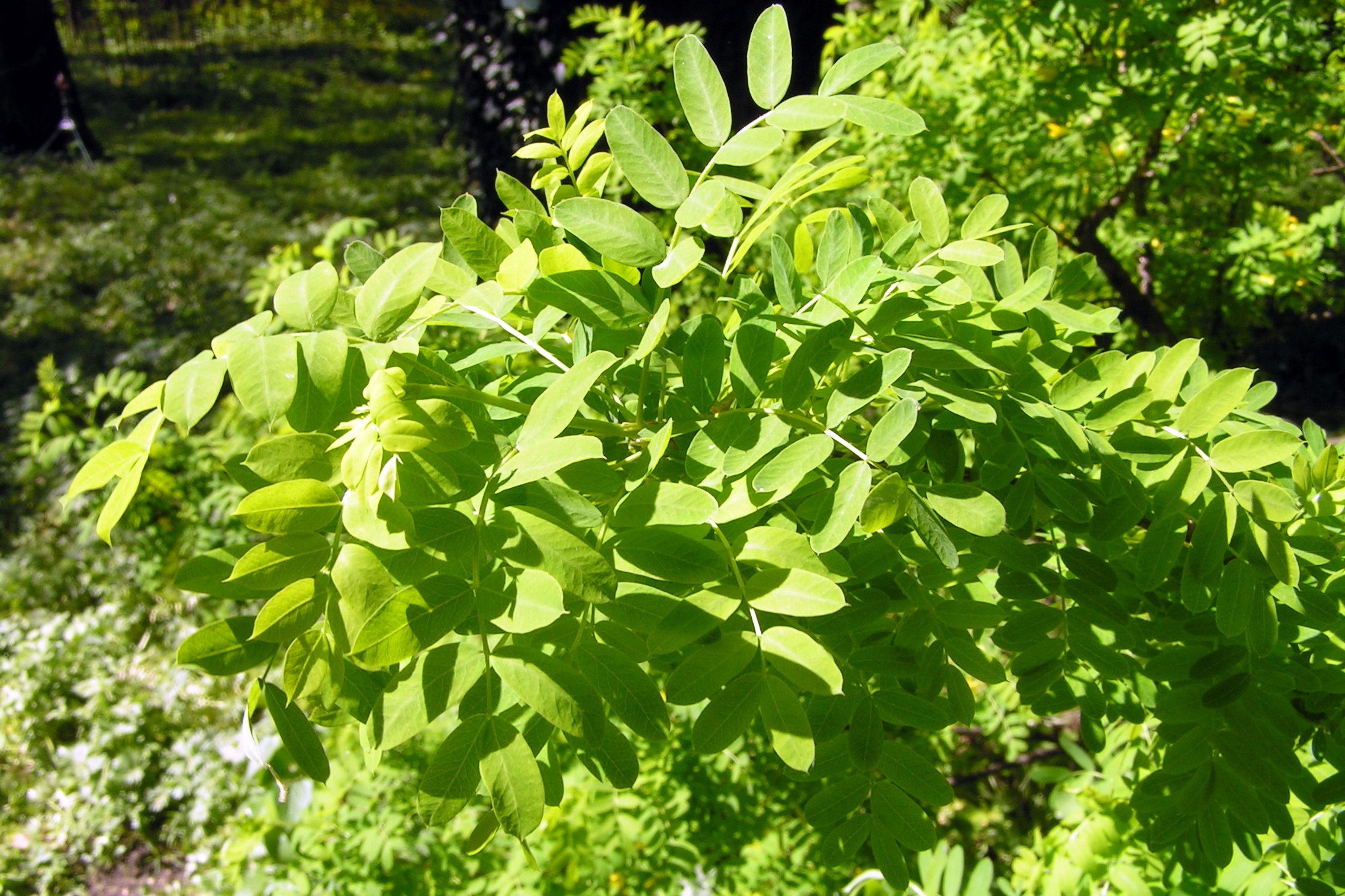